# Sender Droitwich

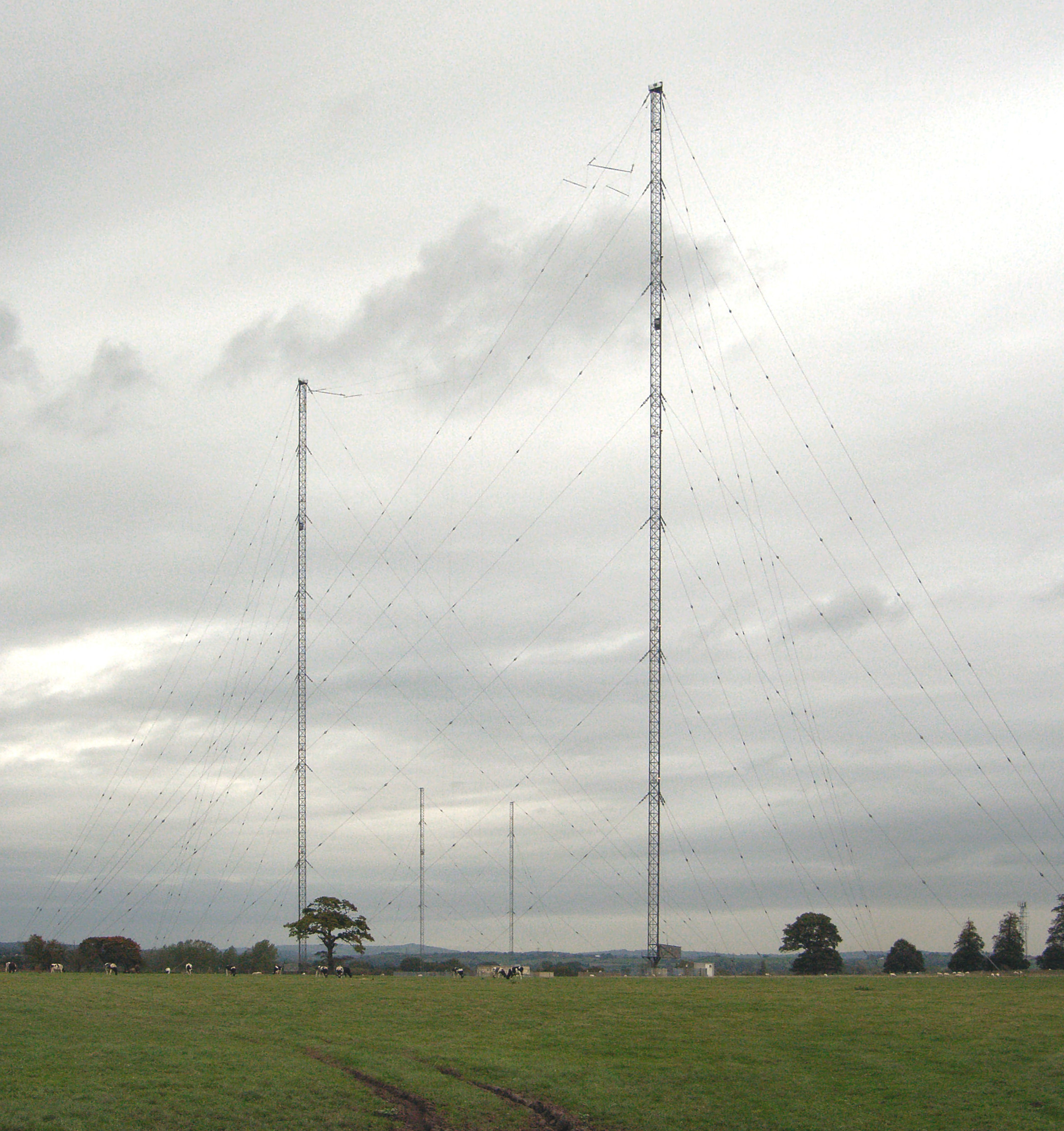
Sendemasten des Senders Droitwich

Der Sender Droitwich ist eine Sendeanlage für Lang- und Mittelwelle, die 1934 in der Nähe von Droitwich Spa in England in Betrieb genommen wurde. Betreiber ist das Telekommunikationsunternehmen Arqiva im Auftrag der BBC und das Privatradiounternehmen UTV Radio (Talksport).
Als Antenne des 500 kW starken Senders, der bis 1989 auf 200 kHz und heute auf 198 kHz BBC Radio 4 arbeitet, kommt eine an zwei 213 m hohen, gegen Erde isolierten, abgespannten Stahlfachwerkmasten befestigte T-Antenne zum Einsatz. Mit den Sendern in Burghead und Westerglen bildet er ein Gleichwellennetz. Daneben existieren noch in Droitwich zwei abgespannte selbststrahlende Stahlfachwerkmasten, über die noch drei Mittelwellensender ihre Programme auf den Frequenzen 693 kHz, 1053 kHz und 1215 kHz abstrahlen.
Die Trägerschwingung des Senders wird von einer Rubidium-Atomuhr, die sich im Stationsgebäude befindet, hergeleitet. Sie ist somit eine Normalfrequenz.